# Silvia Quintela

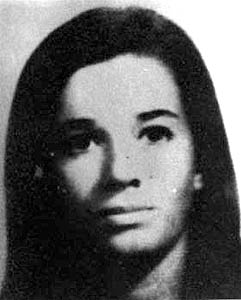
Silvia Quintela, 1977

Silvia Quintela (sinh ngày 27 tháng 11 năm 1948 - mất k. tháng 6 năm 1977) là một bác sĩ người Argentina, người đã trở thành một trong những nạn nhân nổi tiếng nhất trong số những "người biến mất" trong chế độ độc tài quân sự năm 1976–83. Trường hợp của bà đã thu hút được sự chú ý của công chúng vì thực tế rằng tại thời điểm bà bị giam giữ bởi quân đội quân sự, bà và chồng mình Abel Madariaga là một nhà nông học đang mong đợi đứa con đầu lòng của họ. Người ta cho rằng Quintela đã bí mật được phép sinh con và đứa trẻ đã được nhận làm con nuôi trong khi sau đó bà bị giết.

## Cuộc sống và “sự biến mất”
Silvia Quintela và Abel Madariaga đã gặp gỡ khi còn là là sinh viên tại Trường Y khoa thuộc Đại học Buenos Aires. Là thành viên tích cực của Đoàn Thanh niên Peronist, cả hai đều là tín đồ của Juan Perón, người mà sau hơn ba thập kỷ sau nhiệm kỳ tổng thống đầu tiên của ông đã một lần nữa trở lại làm Tổng thống Argentina. Sau cái chết của Perón vào năm 1974, vợ ông là Isabel đã kế nhiệm ông trong nhiệm kỳ tổng thống, cuối cùng lại bị quân đội Argentina lật đổ trong một cuộc đảo chính năm 1976.
Silvia Quintela đã trải qua một vài năm ngắn ngủi mà cô phục vụ với tư cách là bác sĩ chăm sóc cho những người nghèo khổ ở Buenos Aires.